# Jordanus Catala de Sévérac
Jordan Catala de Sévérac of Jordanus Catalani of Cathalan (Sévérac-le-Château 1275-1280 - gestorven na 1330, actief 1321-1330) was een Franse dominicaanse missionaris.
Hij is vooral bekend om zijn boek de Mirabilia Descripta uit 1329, dat de wonderen van Afrika en Azië omschrijft, met onder meer opvallend neutrale en gedetailleerde beschrijvingen van de flora en fauna in India.

## Biografie
Jordanus was geen familie van de heren van Sévérac, maar kwam uit een familie van notarissen en monniken. Over zijn jeugd zijn geen gegevens bekend en de hier genoemde informatie is gebaseerd op aannames.
Het is ook niet geweten in welk klooster de Fransman intrad of hoe zijn scholing verliep. Wel is bekend hoe de gemiddelde scholing van een missionaris in die tijd verliep: de gemiddelde leeftijd om in een dominicanenklooster in te trekken was tussen de 15 en 20 jaar en de jongens werden geselecteerd op voldoende intelligentie. Een monnik bereidde zich gemiddeld tot zijn 40e à 45e jaar voor op zijn missie. 
Er is een historiografisch debat over het jaartal waarin de monnik in Perzië arriveerde, maar met zekerheid kwam hij aan tussen 1302 en 1318. Hij maakte zijn opleiding af in Tabriz, een Perzische stad, en vertrok vanuit daar in 1320 op missie met vier franciscanen.  Gadrat heeft zijn reis vanuit Avignon tot aan Quilon kunnen reconstrueren. In Thana vonden zijn medereizigers, waaronder Thomas van Tolentino, hun martelarendood in 1321. Ze staan vanaf dan bekend als de Martelaren van Thana: Jordanus liet drie brieven over het onderwerp na die de passio van de Martelaren vormen.
De route naar de andere beschreven gebieden blijft onzeker. Jordanus rapporteerde dat hij het huidige Midden-Oosten, India, Arabië en Ethiopië bezocht. Gadrat betwijfelt echter of hij werkelijk in Ethiopië is geweest. In 1329 keerde de monnik via Turkije terug naar Frankrijk en schreef hij zijn Mirabilia Descripta.  Op 9 augustus 1329 benoemde paus Johannes XXII Jordanus tot bisschop van Quilon en kreeg hij de opdracht om een tweede reis naar het Oosten te plannen.  Vanaf 1330 wordt de hij niet meer vermeld in de kerkelijke bronnen. Het is niet geweten of hij een tweede reis ondernam en wanneer hij overleed. De meeste onderzoekers plaatsen zijn dood rond 1335.

## Mirabilia descripta
De Mirabilia descripta was in de veertiende eeuw een vrij onbekend tekst, die slechts één keer gekopieerd werd. In de twintigste en eenentwintigste eeuw hebben onderzoekers de bron onderzocht en zijn waarde ingezien; die berust op zijn neutrale en gedetailleerde schrijfstijl. Jordanus zijn omschrijving, van voornamelijk India, geeft veel details over de flora, fauna, natuurverschijnselen, de volkeren en hun rituelen.
Hij verdeelt India in drie delen:
- India minor, van Sindh (of Beloetsjistan) tot Malabar.
- India maior, langs de kust van Malabar in het zuidwesten tot Cochin-China in het oosten.
- India tertia, een fictief land ten oosten van Ethiopië en dus te plaatsen in de Indische oceaan. Het is het domein van Pape Jan en grenst tegen het Aards Paradijs.

Mirabilia bevat de eerste aanduiding van een Ethiopische oorsprong voor Pape Jan, en misschien ook de eerste verwijzing naar de Zwarte Zee onder die naam. Het boek verwijst naar het verblijf van de auteur in Kollam in India maior, en naar zijn reizen naar Armenië, het noordwesten van Perzië, de streek van het Vanmeer en zuidelijk Mesopotamië.
Jordanus geeft accurate beschrijvingen van het geloof en de begrafenisrituelen van de Parsi's, van weduweverbranding(ook wel Sati genoemd) en idolen- en ossenverering door hindoes, en van Indische fruitsoorten, dieren in het algemeen, en specifiek vogels en insecten.
Het veelvuldig gebruik van het woord 'wonderen' en varianten hierop, zijn opvallend. De titel Mirabilia Descripta kondigt aan dat vele wonderen beschreven werden, het gaat hier echter niet over bovennatuurlijke fenomenen, maar over wonderen der natuur. Recent onderzoek wijst uit dat het woord 'wonderen' in deze context een neutralere connotatie had dan vandaag de dag. Het betekent in deze context dus anders of ongekend.

### Primaire bronnen
Er is slechts één manuscript van Jordanus' Brieven, m.n. Parijs, Bibliothèque Nationale, 5006 Lat., fol. 182, r. en v.; ook van de Mirabilia is er slechts één bekend manuscript, m.n. Londen, British Museum, Additional MSS., 19,513, fols. 3, r.f 2 r.
- De tekst van de Brieven is te vinden in Quétif–Échard, Scriptores ordinis praedicatorum, i. 549-550 (Epistle I.) en in Wadding, Annales minorum, vi. 359-361 (Epistle II.)
- De tekst van de Mirabilia is te vinden in Recueil de Voyages et de Mémoires publié de la Société de Geographie, iv. i68 (1839).
- De pauselijke brieven die naar Jordanus verwijzen staan in Odericus Raynaldus, Annales ecclesiastici, 1330, f lv. en lvii (8 april; 14 februari).

### Secondaire bronnen
- Henry Yule's Jordanus, a version of the Mirabilia with a commentary (Hakluyt Society, 1863) en van dezelfde auteur Cathay, giving a version of the Epistles, with a commentary, &c. (Hakluyt Society, 1866), pp. 184–185, 192-196, 225-230
- F. Kunstmann, Die Mission in Meliapor und Tana und die Mission in Columbo in de Historisch-politische Blätter van Phillips and Görres, xxxvii. 2538, 135-152 (München, 1856), &c.
- C. R. Beazley, Dawn of Modern Geography, iii. 215-235.

- Biblioteca Nacional de España: XX5446790
- Bibliothèque nationale de France: cb107459613 (data)
- Catàleg d'autoritats de noms i títols de Catalunya: 981058518159306706
- Gemeinsame Normdatei: 10095071X
- International Standard Name Identifier: 0000 0001 2100 1780
- Library of Congress Control Number: n82145478
- Nationale Bibliotheek van Israël: 987007273871505171
- Nederlandse Thesaurus van Auteursnamen: 138444404
- SNAC: w6jb6s58
- Système universitaire de documentation: 134578333
- Virtual International Authority File: 27430792
- WorldCat: E39PBJgRQBxJFkrWgKHQqhrrMP